# Paolo Racagni
Paolo Racagni (Parma, 5 dicembre 1888 – Corno di Rosazzo, 26 maggio 1917) è stato un militare italiano.
Tenente degli Alpini durante la prima guerra mondiale, fu decorato della medaglia d'oro al valor militare alla memoria.

## Biografia
Nacque a Parma dal Generale Camillo Racagni e Maria Luisa De Luchi.
Si laureò ingegnere e architetto al Regio Politecnico di Torino.
Si arruolò nel 1915 e come ufficiale di complemento degli Alpini, prima con il grado di Sottotenente, poi con quello di Tenente, fu comandante della 186ª sezione mitragliatrici, inquadrato nel 3º Reggimento, prima nel Battaglione "Pinerolo" e poi nel neo costituito Battaglione "Moncenisio". Morì il 19 maggio 1917 nell'ospedale da campo numero 36 a Corno di Rosazzo in seguito alle ferite ricevute sul monte Vodice durante il combattimento nella decima battaglia dell'Isonzo.
Il 15 giugno 1918 venne decorato della Medaglia d'oro al valor militare alla memoria.
A Parma gli è intitolata via Paolo Racagni, nel quartiere Pablo. Al n. 33 della stessa via è situata la scuola primaria Paolo Racagni.